# Dalstroj

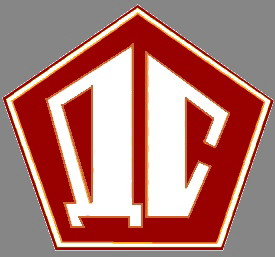
Logo Dalstroje

Dalstroj (rusky: Дальстрой) byl zvláštní státní trust Sovětského svazu, využívající pracovní síly vězňů nápravně-pracovních táborů i civilních zaměstnanců, existující v letech 1931 až 1957. Jeho činnost se zaměřovala na těžbu zlata, rud, uhlí a na výstavbu dopravní infrastruktury na Dalekém Severu (převážně oblast Kolymy, Jakutsko).
Byl založen jako státní stavební trust pro silniční a průmyslovou výstavbu na horním toku řeky Kolyma usnesením č. 516 Sovětu práce a obrany SSSR ze dne 13. listopadu 1931. Organizace spadala pod Lidový komisariát vnitra (NKVD), od roku 1953 pod Ministerstvo metalurgie SSSR. Dalstroj vytvořil okolo osmdesáti táborů nucených prací. Roku 1953 byly tábory Dalstroje převedeny pod Gulag.